# Nemawashi
Nemawashi (jap. 根回し) – nieformalny proces dyskretnego wznoszenia fundamentów pod zaproponowaną zmianę albo projekt przez rozmawianie z zainteresowanymi osobami, zbieranie poparcia i opinii, itd. Uważany jest za ważny element każdej większej zmiany, poprzedzający jakiekolwiek formalne kroki, a udane nemawashi umożliwia przeprowadzenie zmian za zgodą wszystkich stron.
Nemawashi w dosłownym tłumaczeniu to „okrążanie korzeni”, od 根 (ne, korzeń) i 回す (mawasu, okrążać). Znaczenie oryginalne było dosłowne: kopanie dookoła korzeni drzewa, aby przygotować je do przesadzenia. Wyrażenie to często podaje się jako przykład japońskiego słowa, które trudno jest skutecznie przetłumaczyć, ponieważ jest tak blisko związane z kulturą japońską, choć częstym tłumaczeniem jest „kładzenie podwalin”.